# Great Yarmouth
Yarmouth (hivatalos nevén: Great Yarmouth) régi angol kikötőváros az Északi-tenger partján, a tenger és a Breydon Water között elnyúló földnyelven Kelet-Anglia Norfolk megyéjében (a hagyományos beosztás szerinti Norfolk grófságban), Norwichtól 30 km-rel keletre. Nevét onnan kapta, hogy a Yare folyó torkolatában épült.

## Története
Az egykori Gariannonum közelében kialakult település már a normann hódítás előtt lakott hely volt (Pnl); a római megszállás néhány tárgyi emléke fennmaradt.
Földnélküli János nyilvánította várossá.
1381-ben a város lakói szétverték Wat Tyler felkelőinek egy csapatját.
1682-ben a yorki herceget (a későbbi II. Jakab angol királyt) szállító Gloucester harmadosztályú sorhajó a város partjai előtt a sekély vízben manőverezve zátonyra futott, kettétört és gyorsan elsüllyedt. A legénység tagjai és az utasok közül sokan életüket vesztették; az áldozatok számát 130 és 250 közé becsülik. A herceget sikerült a partra menekíteni.
A napóleoni háborúkban fontos hadikikötő volt; a Níluson aratott győzelem után Nelson hajója is itt kötött ki.
Lakosságának alakulása:
- 1891: 49 320 (Pnl);
- 1995: 58 700[3]

## Gazdasága
A középkorban Anglia egyik legfontosabb kikötője volt; forgalma Rotterdaméval, Antwerpenével, Bordeaux-éval és Marseille-ével vetekedett.
Az I. világháború előtt Anglia legnagyobb heringhalász kikötője volt több mint ezer halászhajóval. A háború után megcsappant a halállomány, ezért mindinkább teherkikötővé vált, majd az Északi-tengeri olajmezők felfedezése után egyre nagyobb részt kapott forgalmából az olajkutak ellátása.
Hagyományos iparágai:
- kötélgyártás,
- hajógyártás,
- selyemfonás
- malátagyártás.

Tengeri fürdőit már a 19. században sokan látogatták.

## Látnivalói
- Egy 14. századi erődítmény romjai.
- A 12. században épült Miklós-templom Anglia egyik legnagyobb plébániatemploma.
- A római katolikus templomot 1850-ben szentelték föl.
- A városháza tornya 38 m magas.
- Nelson admirális emlékműve (Britannia Monument) egy 41 m magas dór oszlop, allegorikus szobrokkal.
- A városi múzeumban egyebek közt a 13. századi kolostor fennmaradt kerengője is megtekinthető.
- Több mint 1,5 km-es tengerpart sétányát 1760-ban építették ki.
- A South Quay (déli rakpart) körüli régi városnegyed öreg házai közül kiemelkedik az Old Merchant’s House; gipszstukkós mennyezete eredeti, több kovácsoltvas építészeti elemét a 2. világháborúban lebombázott házakból mentették ki.